# 赫伯特·埃哈特
赫伯特·埃哈特（德語：Herbert Erhardt，1930年7月6日—2010年7月3日），德国男子足球运动员，场上位置是后卫。他曾代表西德参加1954年、1958年和1962年国际足联世界杯，其中1954年世界杯获得冠军。